# Tanville
Tanville település Franciaországban, Orne megyében. Lakosainak száma 228 fő (2022. január 1.). Tanville Le Cercueil, La Ferrière-Béchet, La Lande-de-Goult, L'Orée-d'Écouves és Mortrée községekkel határos.

## Népesség
A település népessége az elmúlt években az alábbi módon változott:
| Lakosok száma | 229  | 219  | 228  | 228  | 232  | 232  | 231  | 230  | 228  |
|               | 2013 | 2015 | 2016 | 2017 | 2018 | 2019 | 2020 | 2021 | 2022 |